# Makhaleng
Makhaleng je rijeka u zapadnom Lesotu. Izvire u gorju Maloti, teče općenito u smjeru jugozapada da bi se spojila s rijekom Oranje na granici s Free State u Južnoafričkoj Republici.

## Tok
Rijeka izvire sjeverozapadno od 2,886 m visokog vrha Machache u gorju Maluti. Teče jugozapadno preko gorja Lesota pokraj gradova i sela Molimo-Nthuse, Makhaleng, Ramabanta i Qaba, ulijevajući se u rijeku Orange na međunarodnoj granici pokraj Free State blizu mosta Makhaleng.
Dolina rijeke čini dio prilaza nekoliko planinskih prijevoja, posebice prolazu Bože pomozi mi i prolazu Vrata raja. Slapovi Qiloane turistička su atrakcija smještena u gornjem toku rijeke. Visoki su oko 30 m, ali su poznatiji po svojoj širini, jer voda teče preko stijena u "nevjestinom velu".
U Lesotu ova rijeka u svojim gornjem toku nema poplavnu ravnicu. Tok je brz i rijeka brzo naraste nakon obilnih padalina u planinama i tijekom proljetnog otapanja. Slivno područje je oko 30km2, a prosječni protok je oko 15m3/s. Na rijeci nema velikih akumulacija, ali postoji niz manjih i srednjih akumulacija izgrađenih za očuvanje tla i prikupljanje vode. Oni se mogu zamuljiti, a nekoliko ih je već isprano.

## Pritoke
Makhaleng ima tri glavne pritoke: Makhalaneng, Qhoqhoane i Khibiting. Sve one utječu u njega s desne strane dok odvode vodu s gorja Maluti.

## Vanjske poveznice
|  | Zajednički poslužitelj ima još gradiva o temi Makhaleng |